# Manchuela
La Manchuela es una comarca española que se encuentra entre La Mancha, la Serranía de Cuenca, Los Serranos, la Hoya de Buñol, el Valle de Ayora y el Corredor de Almansa, que abarca física e históricamente pueblos conquenses, albaceteños y valencianos. Al estar dividida entre dichas tres provincias, políticamente se hablaría de Manchuela albaceteña, Manchuela conquense y Manchuela valenciana (la comarca de Requena-Utiel). Estas tres subdivisiones políticas forman diferentes mancomunidades de municipios.
En el pasado, La Manchuela incluía la actual comarca de la Requena-Utiel (excepto los municipios de Sinarcas y Chera), a nivel histórico y administrativo, como parte de Castilla la Nueva; que desde 1851 pasó a pertenecer a Valencia.
En la parte castellanomanchega, La Manchuela se halla administrativamente dividida entre los partidos judiciales de San Clemente y Motilla del Palancar, en Cuenca; y de Casas-Ibáñez, La Roda, Albacete y Almansa, en Albacete.

## Datos generales
- Población: 115 674 hab. (INE 2010)
- Superficie: 5658,55 km²
- Densidad de población: 20,44 hab/km²

## Contexto geográfico
Esta comarca es, desde el punto de vista de la geografía física, muy propia y difícil de comparar con las demás comarcas de su entorno. Se corresponde La Manchuela con las estribaciones más meridionales del sistema Ibérico, en transición entre la Serranía de Cuenca y La Mancha, comarcas a las que sin embargo no se parece. Es demasiado montuosa en contraste con La Mancha, pero también es demasiado poco montuosa para ser considerada propiamente serranía. Limita al norte con la Serranía de Cuenca, al sur con la sierra de Alatoz (que la separa del Corredor de Almansa), al este con el valenciano Valle de Ayora (considerando que la comarca de Requena-Utiel es, por historia y geografía, parte de La Manchuela) y al oeste con el río Júcar; si bien en ocasiones traspasa la frontera del Júcar en numerosos municipios ribereños de la margen derecha del río, haciendo difusos sus límites con la Mancha Alta. Históricamente, está encuadrada en Castilla la Nueva y, en menor medida, en Murcia (Carcelén, Casas de Ves, Balsa de Veas y Villa de Ves). Un tercer río, el Valdemembra, afluente del Júcar por su margen izquierda, la surca. Se trata de una zona abrupta de transición entre La Mancha y la Serranía de Cuenca. Abundan los bosques de coníferas y, más concretamente, los pinares de pino rodeno y de pino negral, que hasta hace unos años favorecieron una importante industria maderera y resinera en la comarca.
En la parte conquense alberga dos grandes embalses, el de Alarcón en el Júcar y el de Contreras en el Cabriel.

## Geomorfología
Desde el punto de vista geomorfológico, destacan las numerosas y peculiares formaciones sedimentarias y erosivas en relación con la geología del río Júcar, sobre cuya cuenca se extiende la mayor parte comarcal. Características son las singulares hoces que ha excavado el río sobre la plataforma sedimentaria a lo largo del tiempo. 

## Comunicaciones
Las principales carreteras que la recorren son la autovía del Este A-3, la N-320, la N-310 y la N-322, aeropuerto de La Manchuela y AVE.

## Localidades de mayor población
|    | Nombre               | Población |
| -- | -------------------- | --------- |
| 1. | Requena              | 20 320    |
| 2. | Utiel                | 11 601    |
| 3. | Quintanar del Rey    | 7 589     |
| 4. | Motilla del Palancar | 5 929     |
| 5. | Madrigueras          | 4 647     |
| 6. | Casas-Ibáñez         | 4 558     |
| 8. | Iniesta              | 4 453     |
| 7. | Villamalea           | 4 000     |

## Economía
En toda la comarca persiste una economía basada en el sector primario, con cultivos sobre todo de cereal, olivo y vid y ganadería principalmente ovina.
Actualmente La Manchuela es la zona con más producción de hongos de toda España, y su economía mayoritariamente está basada en ello. En La Manchuela se produce gran variedad de hongos, desde Pleorotus (seta de ostra o de cardo) al champiñón, incluyendo el shii-take.
La Manchuela cuenta con tres Denominaciones de Origen de vino: Manchuela (que abarca la mayor parte del territorio de La Manchuela castellanomanchega), Ribera del Júcar (que abarca, dentro de La Manchuela, a los municipios de Casas de Benítez, Casas de Guijarro, El Picazo y Sisante) y Requena-Utiel, en la parte valenciana.

## Turismo

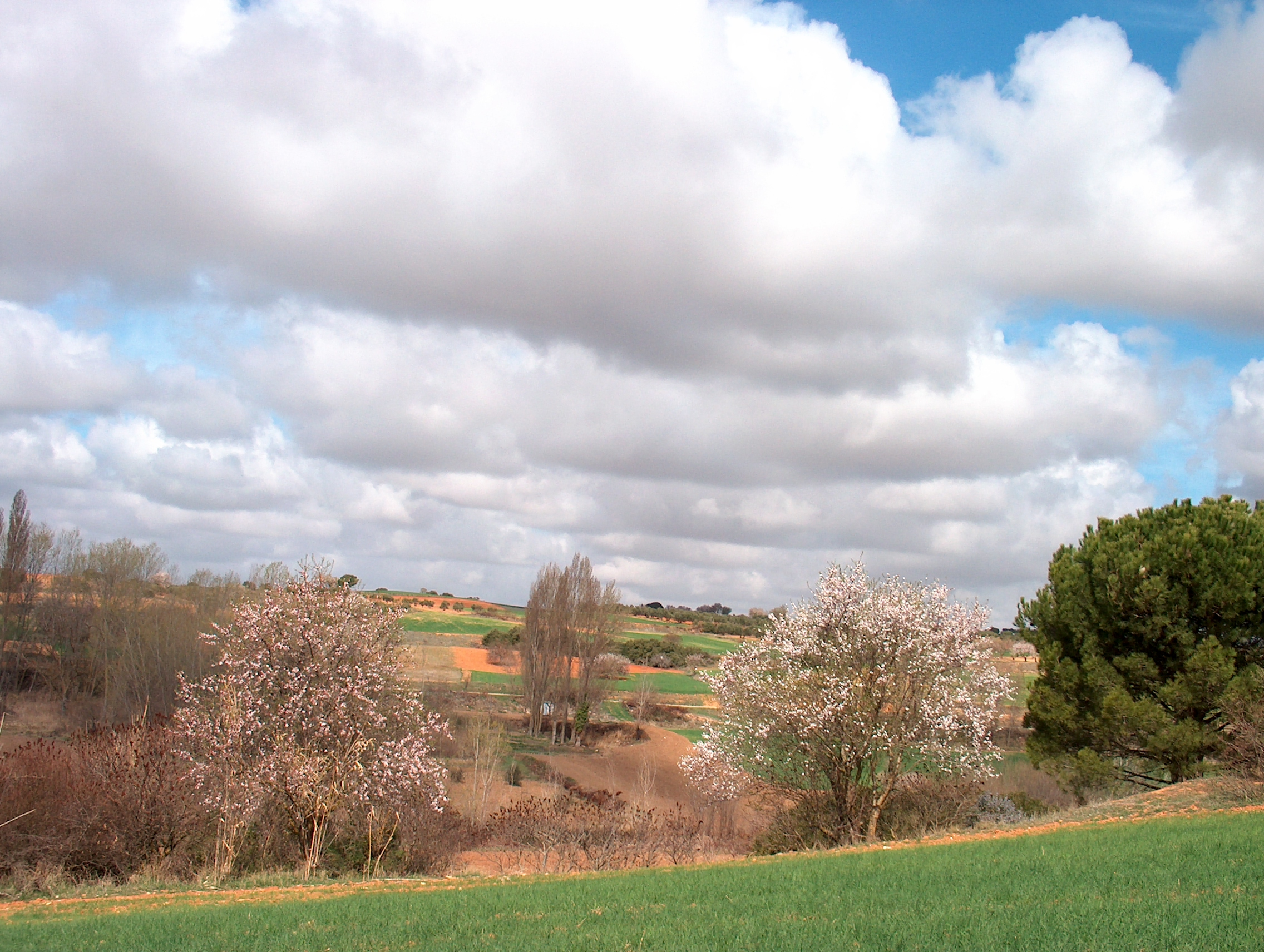
Paisaje de La Manchuela al final del invierno (Buenache de Alarcón).

En esta comarca hay localidades de gran interés turístico y cultural, como Enguídanos (Cuenca) y Villatoya (Albacete), a orillas del Cabriel; Alarcón (Cuenca), Jorquera y Alcalá del Júcar (Albacete), los tres a orillas del Júcar; la conquense Villanueva de la Jara en el interior de la comarca; Carcelén (Albacete), entre las sierras que separan La Manchuela del Corredor de Almansa o Sisante (Cuenca).

## Lista de municipios de las mancomunidades
A continuación se enumeran los municipios que componen las mancomunidades socioeconómicas de La Manchuela:
- Municipios integrados dentro de la ADIMAN (Asociación de Desarrollo Integral de La Manchuela Conquense): Alarcón, Buenache de Alarcón, Campillo de Altobuey, Casasimarro, Casas de Benítez, Casas de Guijarro, Castillejo de Iniesta, Gabaldón, Graja de Iniesta, Hontecillas, Iniesta, Ledaña, Minglanilla, Motilla del Palancar, Olmedilla de Alarcón, El Peral, La Pesquera, El Picazo, Pozorrubielos de la Mancha, Puebla del Salvador, Quintanar del Rey, Sisante, Tébar, Valhermoso de la Fuente, Valverdejo, Villagarcía del Llano, Villalpardo, Villanueva de la Jara y Villarta. También pertenecen a ADIMAN los municipios de Pozoamargo, Almodóvar del Pinar, Paracuellos y Enguídanos a pesar de que el primero pertenece a la comarca de la Mancha de Cuenca y los tres últimos a la comarca de Serranía Media-Campichuelo y Serranía Baja.
- Municipios integrados en La Manchuela (provincia de Albacete): Abengibre, Alatoz, Alborea, Alcalá del Júcar, Balsa de Ves, Carcelén, Casas-Ibáñez, Casas de Juan Núñez, Casas de Ves, Cenizate, Fuentealbilla, Golosalvo, El Herrumblar (pese a pertenecer a la provincia de Cuenca), Jorquera, Madrigueras, Mahora, Motilleja, Navas de Jorquera, Pozo-Lorente, La Recueja, Valdeganga, Villamalea, Villatoya, Villavaliente y Villa de Ves.
- Pese a no estar integrados dentro de ninguna federación de municipios de La Manchuela, tradicionalmente también habrían pertenecido a ella los municipios albaceteños de Tarazona de la Mancha y Villalgordo del Júcar, reconocidos hoy aparte en la mancomunidad de la "Mancha del Júcar", junto a otros municipios, integrada esta a su vez dentro de la Mancha del Júcar-Centro.
- Municipios pertenecientes a La Manchuela valenciana: Camporrobles, Caudete de las Fuentes, Fuenterrobles, Requena, Utiel, Venta del Moro, Villargordo del Cabriel.